# Aporophyla pallida
Aporophyla pallida là một loài bướm đêm trong họ Noctuidae.